# Природно-заповідний фонд Кременецького району
Станом на 1 січня 2017 року на території Кременецького району є 30 територій та об'єктів природно-заповідного фонду загальною площею 9501,2799 га:
- 1 національний природний парк площею 2780,6 га,
- 2 заказники загальнодержавного значення загальною площею 169,6 га,
- 11 заказників місцевого значення загальною площею 6503,8699 га:
  - 3 ботанічні заказники загальною площею 116,3699 га,
  - 2 гідрологічні заказники загальною площею 165,5 га,
  - 2 ландшафтні заказники загальною площею 48,0 га,
  - 4 загальнозоологічні заказники загальною площею 6174,0 га,
- 16 пам'яток природи місцевого значення загальною площею 31,21 га:
  - 2 геологічні пам'ятки природи загальною площею 2,3 га,
  - 2 гідрологічні пам'ятки природи загальною площею 0,26 га,
  - 18 ботанічних пам'яток природи загальною площею 28,65 га,
- 1 дендрологічний парк місцевого значення загальною площею 16,0 га.

Входить до складу територій ПЗФ інших категорій 8 об'єктів загальною площею 636,90 га.
Фактично в Кременецькому районі 31 територія та об'єкт природно-заповідного фонду загальною площею 8864,3799 га, що становить 9,86 % території району.

## Природні парки
| №                             | Назва території або об'єкта | Площа, га | Рішення про створення (зміну) | Розташування | Керуюча організація | Світлина, альбом |
| ----------------------------- | --------------------------- | --------- | ----------------------------- | ------------ | ------------------- | ---------------- |
| Національний природний парк   |                             |           |                               |              |                     |                  |
| 1.                            |                             |           |                               |              |                     |                  |
| Регіональний ландшафтний парк |                             |           |                               |              |                     |                  |
| 1.                            |                             |           |                               |              |                     |                  |

## Заказники
| №                                               | Назва території або об'єкта | Площа, га | Рішення про створення (зміну) | Розташування | Керуюча організація | Світлина, альбом |
| ----------------------------------------------- | --------------------------- | --------- | ----------------------------- | ------------ | ------------------- | ---------------- |
| Ботанічні заказники загальнодержавного значення |                             |           |                               |              |                     |                  |
| 1.                                              |                             |           |                               |              |                     |                  |
| Ботанічні заказники місцевого значення          |                             |           |                               |              |                     |                  |
| 1.                                              |                             |           |                               |              |                     |                  |

## Пам'ятки природи
| №                                                | Назва території або об'єкта | Площа, га | Рішення про створення (зміну) | Розташування | Керуюча організація | Світлина, альбом |
| ------------------------------------------------ | --------------------------- | --------- | ----------------------------- | ------------ | ------------------- | ---------------- |
| Геологічні пам'ятки природи місцевого значення   |                             |           |                               |              |                     |                  |
| 1.                                               |                             |           |                               |              |                     |                  |
| Гідрологічні пам'ятки природи місцевого значення |                             |           |                               |              |                     |                  |
| 1.                                               |                             |           |                               |              |                     |                  |
| Ботанічні пам'ятки природи місцевого значення    |                             |           |                               |              |                     |                  |
| 1.                                               |                             |           |                               |              |                     |                  |

## Парки-пам'ятки садово-паркового мистецтва
| №  | Назва території або об'єкта | Площа, га | Рішення про створення (зміну) | Розташування | Керуюча організація | Світлина, альбом |
| -- | --------------------------- | --------- | ----------------------------- | ------------ | ------------------- | ---------------- |
| 1. |                             |           |                               |              |                     |                  |

| 1   | Кременецькі гори            | 6951.2 | Кременецький та Шумський райони, кв. 40, 41, 43, 44, 46, 47, 71 Кременецького лісництва, кв. 19-22, 24-53, 55-68 Білокриницького лісництва, кв.кв. 55-88, кв. 90 вид. 1-8, 9.1, 10-18, 20-25, 27-31, кв. 91 вид. 11, 3-9, 10.1, 11-20, кв.кв. 92-93, 95 Волинського лісництва ДП «Кременецьке лісове господарство» | Міністерство екології та природних ресурсів України, Державне підприємство «Кременецьке лісове господарства» — 5792,6 га, природний заповідник «Медобори» — 1000,0 га, КРЛП «Кремліс» — 137,0 га  | Указ Президента України від 11.12.2009 р. № 1036/2009                                                  |
| 5   | Веселівський                | 151.0  | Кременецький район, с. Веселівка, Білокриницьке лісництво, кв. 31, вид. 39, кв. 32, 46, 45, вид. 1,2, лісове урочище «Антонівці-Свинодебри» | ДП «Кременецьке лісове господарство» | Постанова Ради Міністрів УРСР від 16.12.1982 р. № 617                                                  |
| 9   | Ваканци                     | 56.88  | Кременецький район, села: Плоске, Чугалі; Шумський район, с. Вілія | Плосківська сільська рада — 5,8 га, Чугалівська сільська рада — 10,3 га, Вілійська сільська рада — 38,28 га                                                                                       | Указ Президента України від 27.07.2016 р. № 312/2016                                                   |
| 6   | Вільшанки                   | 18.0   | Кременецький район, околиця х. Вільшанки Старотаразької сільської ради, в 500 м на схід від лісового урочища «Скит» | Старотаразька сільська рада | Рішення № 75 ТОР від 10.02.2016 року                                                                   |
| 8   | Крутнівська гора            | 30.0   | Кременецький район, північно-східна околиця с. Крутнів Лопушненської сільської ради, схил південної експозиції | Лопушненська сільська рада | Рішення № 75 ТОР від 10.02.2016 року                                                                   |
| 25  | Урочище «Олексюки»          | 54.0   | Кременецький район, с. Хотівка, Кременецьке лісництво, кв. 8, лісове урочище «Олексюки» | ДП «Кременецьке лісове господарство» | Рішення ВК ТОР від 22.07.1977 р. № 360                                                                 |
| 48  | Мала Андруга                | 31.3   | Кременецький район, с. Мала Андруга, заплава р. Іква, меліоративна система біля села | Білокриницька сільська рада | Рішення ВК ТОР від 26.12.1983 р. № 496                                                                 |
| 2   | Горинський                  | 106.0  | Кременецький район, села: Старий Олексинець, Устечко, Родомиль, Млинівці, В. Горинка, заплава р. Горині | Устечківська сільська рада — 36,9 га, Староолексинська сільська рада — 6,2 га, Ридомильська сільська рада — 46,3 га, Млині-вецька сільська рада — 4,7 га, Великогоринська сільська рада — 11,9 га | Рішення ВК ТОР від 26.12.1983 р. № 496, зі змінами, затвердженими рішенням ТОР від 27.04.2001 р. № 238 |
| 4   | Малобережецький             | 59.5   | Кременецький район, с. Малі Бережці, система ставків | Великобережецька сільська рада — 26,5 га, ЗАТ «Кременецький цукровий завод» — 18,0 га, Козмірчук В. С. — 15,0 га                                                                                  | Рішення ВК ТОР від 30.08.1990 р. № 189                                                                 |
| 14  | Білокриницький              | 457.0  | Кременецький район, між с. Фещуки та м. Кременць, Білокриницьке лісництво, кв. 24-30, 44, лісове у р. «Білокриниця» | ДП «Кременецьке лісове господарство» | Рішення ВК ТОР від 30.06.1986 р. № 198                                                                 |
| 15  | Заброддя                    | 435.0  | Кременецький район, с. Лішня, Білокриницьке лісництво, кв. 1-17, лісове урочище «Заброддя» | ДП «Кременецьке лісове господарство» | Рішення ВК ТОР від 30.06.1986 р. № 198                                                                 |
| 16  | Скит                        | 468.0  | Кременецький район, с. Старий Тараж, Почаївське лісництво кв. 40-50, лісове урочище «Скит» | ДП «Кременецьке лісове господарство» | Рішення ВК ТОР від 30.06.1986 р. № 198                                                                 |
| 17  | Воронуха                    | 4814.0 | Кременецький район, с. Гаї, Кременецьке лісництво, кв. 26-35, лісове урочище «Воронуха», прилеглі до лісового урочища угіддя | ДП «Кременецьке лісове господарство» | Рішення ВК ТОР від 30.06.1986 р. № 198                                                                 |
| 48  | Старопочаївський яр         | 1.3    | Кременецький район, с. Старий Почаїв, правий схил долини р. Почаївка | Старопочаївська сільська рада | Рішення ВК ТОР від 14.03.1977 р. № 131, зі змінами, затвердженими рішенням ТОР від 27.04.2001 р. № 238 |
| 63  | Скелі Словацького           | 1.0    | Кременецький район, м. Кременець, Кременецьке лісництво, кв. 47 вид. 2, лісове урочище «Кременець» | ДП «Кременецьке лісове господарство» | Рішення ВК ТОР від 14.03.1977 р. N131                                                                  |
| 9   | Витік річки Горинь          | 0.01   | Кременецький район, с. Волиця, за 150 метрів від автошляху Кременець-Почаїв, у долині потічка | Великогорянська сільська рада | Рішення ТОР від 21.08.2000 р. № 187                                                                    |
| 40  | Джерело Святої Анни         | 0.25   | Кременецький район, с. Лішня, пвінчно-східна околиця, неподалік ставу | Сільськогосподарський виробничий кооператив «Біла криниця» | Рішення ТОР від 21.08.2000 р. № 187                                                                    |
| 13  | Забродівська діброва № 1    | 9.2    | Кременецький район, с. Лішня, Білокриницьке лісництво, кв. 4 вид. 4, лісове урочище «Заброддя» | ДП «Кременецьке лісове господарство» | Рішення ВК ТОР від 05.11.1981 р. № 589                                                                 |
| 14  | Забродівська діброва № 2    | 7.3    | Кременецький район, с. Лішня, Білокриницьке лісництво, кв. 9 вид. 2, лісове урочище «Заброддя» | ДП «Кременецьке лісове господарство» | Рішення ВК ТОР від 30.08.1990 р. № 189                                                                 |
| 34  | Кременецька бучина № 1      | 0.8    | Кременецький район, с. Жолоби, Кременецьке лісництво, кв. 51 вид. 12, лісове урочище «Кременець» | ДП «Кременецьке лісове господарство» | Рішення ВК ТОР від 14.03.1977 р. № 131                                                                 |
| 35  | Кременецька бучина № 2      | 6.8    | Кременецький район, с. Жолоби, Кременецьке лісництво, кв. 46 вид. 12, кв. 47 вид. 7, 14, лісове урочище «Кременець» | ДП «Кременецьке лісове господарство» | Рішення ТОР від 18.03.1994 р.                                                                          |
| 48  | Модриново-букове насадження | 3.8    | Кременецький район, с. Жолоби, Кременецьке лісництво, кв. 51 вид. 8, 10, лісове урочище «Маслятин» | ДП «Кременецьке лісове господарство» | Рішення ВК ТОР від 14.03.1977 р. № 131                                                                 |
| 89  | Сосна чорна (5 дерев)       | 0.05   | Кременецький район, с. Хотівка, Кременецьке лісництво, кв. 12 вид. 1, лісове урочище «Тарнобір» | ДП «Кременецьке лісового господарство» | Рішення ТОР від 18.03.1994 р.                                                                          |
| 152 | Почаївська липа             | 0.02   | Кременецький район, м. Почаїв, вул. Липова, біля лісництва | Почаївський комбінат комунальних підприємств | Рішення ВК ТОР від 21.12.1974 р. № 554                                                                 |
| 153 | Шкільна липа                | 0.03   | Кременецький район, с. Великі Млинівці, біля школи | Великомлинівецька сільська рада | Рішення ВК ТОР від 21.12.1974 р. № 554                                                                 |
| 163 | Липова алея                 | 0.6    | Кременецький район, м. Почаїв, вул. Липова | Почаївський комбінат комунальних підприємств | Рішення ВК ТОР від 21.12.1974 р. № 554                                                                 |
| 174 | Верба біла                  | 0.02   | Кременецький район, с. Великі Млинівці | Великомлинівецька сільська рада | Рішення ВК ТОР від 30.08.1990 р. № 189                                                                 |
| 185 | Великомлинівецький берест   | 0.02   | Кременецький район, с. Великі Млинівці, біля клубу | Великомлинівецька сільська рада | Рішення ВК ТОР від 21.12.1974 р. № 554                                                                 |
| 193 | Сосна пірамідальна звичайна | 0.01   | Кременецький район, с. Великі Млинівці, Кременецьке лісництво, кв. 15 вид. 4, лісове урочище «Тарнобір» | ДП «Кременецьке лісове господарство» | Рішення ВК ТОР від14.10.1967 р. № 734                                                                  |
| 2   | Білокриницький              | 16.0   | Кременецький район, с. Білокриниця, садиба Кременецького лісотихнічного коледжу | Кременецький лісотехнічний коледж | Рішення ВК ТОР від 20.12.1968 р. № 870                                                                 |